# Agrypon provancheri
Agrypon provancheri är en stekelart som först beskrevs av Dalla Torre 1901.  Agrypon provancheri ingår i släktet Agrypon och familjen brokparasitsteklar. Inga underarter finns listade i Catalogue of Life.